# Circonscription Île-de-France
Pour les articles homonymes, voir Île-de-France (homonymie).
La circonscription Île-de-France était une circonscription électorale française pour les élections européennes. Créée en 2003, elle correspondait à la région Île-de-France et comptait 6 822 779 électeurs inscrits en 2009. Pour les élections de 2014 étaient également inscrits dans cette circonscription les Français de l'étranger non-inscrits sur une liste électorale française pour les élections locales ni sur une liste d'un autre pays de l'Union européenne.
La circonscription Île-de-France élit quinze députés au Parlement européen entre 2009 et son intégration à une circonscription nationale unique. Précédemment, en 2004, elle en élisait quatorze.

## Élections européennes de 2004
Pour le scrutin du 13 juin 2004, 28 listes ont été déposées, pour 14 sièges de députés européens à pourvoir.

### Résultats
| Parti                                                              | Tête de liste              | %       | Siège(s) |
| ------------------------------------------------------------------ | -------------------------- | ------- | -------- |
| Parti socialiste (PS)                                              | Harlem Désir               | 25,03 % | 5        |
| Union pour un mouvement populaire (UMP)                            | Patrick Gaubert            | 17,80 % | 3        |
| Union pour la démocratie française (UDF)                           | Marielle de Sarnez         | 12,63 % | 2        |
| Front national (FN)                                                | Marine Le Pen              | 8,58 %  | 1        |
| Les Verts                                                          | Alain Lipietz              | 7,51 %  | 1        |
| Mouvement pour la France (MPF)-RIF                                 | Paul-Marie Coûteaux        | 6,08 %  | 1        |
| Parti communiste (PC)-AC-Mars                                      | Francis Wurtz              | 6,04 %  | 1        |
| Cap21                                                              | Corinne Lepage             | 3,61 %  |          |
| Rassemblement pour la France et l'indépendance de l'Europe (RPFIE) | Charles Pasqua             | 3,01 %  |          |
| Ligue communiste révolutionnaire-Lutte ouvrière (LCR-LO)           | Olivier Besancenot         | 2,78 %  |          |
| Euro-Palestine                                                     | Christophe Oberlin         | 1,83 %  |          |
| Parti radical de gauche (PRG)                                      | Christiane Taubira         | 1,54 %  |          |
| La France d'en bas                                                 | Bernard Menez              | 1,29 %  |          |
| Rassemblement des contribuables français                           | Nicolas Miguet             | 0,62 %  |          |
| Parti des travailleurs (PT)                                        | Daniel Gluckstein          | 0,51 %  |          |
| Mouvement national républicain (MNR)                               | Nicolas Bay                | 0,28 %  |          |
| La Terre, sinon rien                                               | Françoise Castany          | 0,23 %  |          |
| Europe démocratie espéranto                                        | Georges Kersaudy           | 0,21 %  |          |
| Nouvelle solidarité                                                | Jacques Cheminade          | 0,11 %  |          |
| Vivre mieux avec l'Europe                                          | Olivier Bidou              | 0,11 %  |          |
| Diversité pour l'Europe                                            | Gbown Dogad Dogoui         | 0,05 %  |          |
| Alliance royale                                                    | Yves-Marie Adeline         | 0,05 %  |          |
| Nous sommes tous européens                                         | Samikannu Vijayarangan     | 0,04 %  |          |
| Union française pour la cohésion nationale                         | Faouzia Zebdi-Ghorab       | 0,03 %  |          |
| Parti fédéraliste                                                  | Christian Chavrier         | 0,02 %  |          |
| Action pour tous                                                   | Abdelaziz Taïeb            | 0,01 %  |          |
| Parti humaniste                                                    | Jean-Luc Guérard           | 0,00 %  |          |
| Parti des socioprofessionnels                                      | Victoria Huntzinger-Calmon | 0,00 %  |          |

| Nom                 | Parti     | Groupe au Parlement                                                     |
| ------------------- | --------- | ----------------------------------------------------------------------- |
| Harlem Désir        | PS        | Parti socialiste européen (PSE)                                         |
| Pervenche Berès     | PS        | Parti socialiste européen (PSE)                                         |
| Anne Ferreira       | PS        | Parti socialiste européen (PSE)                                         |
| Gilles Savary       | PS        | Parti socialiste européen (PSE)                                         |
| Pierre Schapira     | PS        | Parti socialiste européen (PSE)                                         |
| Patrick Gaubert     | UMP       | Groupe du Parti populaire européen et des Démocrates européens (PPE-DE) |
| Jacques Toubon      | UMP       | Groupe du Parti populaire européen et des Démocrates européens (PPE-DE) |
| Nicole Fontaine     | UMP       | Groupe du Parti populaire européen et des Démocrates européens (PPE-DE) |
| Marielle de Sarnez  | UDF       | Alliance des démocrates et des libéraux pour l'Europe (Adle)            |
| Bernard Lehideux    | UDF       | Alliance des démocrates et des libéraux pour l'Europe (Adle)            |
| Marine Le Pen       | FN        | Non-inscrit                                                             |
| Alain Lipietz       | Les Verts | Groupe des Verts/Alliance libre européenne (Verts/ALE)                  |
| Paul-Marie Coûteaux | MPF       | Indépendance/Démocratie                                                 |
| Francis Wurtz       | PC        | Gauche unitaire européenne/Gauche verte nordique                        |

Source : ministère de l'Intérieur

## Élections européennes de 2009
Pour le scrutin du 7 juin 2009, 27 listes ont été déposées, pour 13 sièges de députés européens à pourvoir.

### Résultats
27 listes ont été déposées, les résultats sont les suivants :
|                | Nombre    | % Inscrits | % Votants |
| -------------- | --------- | ---------- | --------- |
| Inscrits       | 6 823 189 | 100,00     |           |
| Abstentions    | 3 953 113 | 57,94      |           |
| Votants        | 2 870 076 | 42,06      |           |
| Blancs ou nuls | 71 956    | 1,05       | 2,51      |
| Exprimés       | 2 798 120 | 41,01      | 97,49     |

| Liste conduite par             | Parti                                           | Voix    | % exprimés | Sièges |
| ------------------------------ | ----------------------------------------------- | ------- | ---------- | ------ |
| Michel Barnier                 | Majorité présidentielle                         | 828 172 | 29,60      | 5      |
| Daniel Cohn-Bendit             | Europe Écologie                                 | 583 690 | 20,86      | 4      |
| Harlem Désir                   | Parti socialiste                                | 379 908 | 13,58      | 2      |
| Marielle de Sarnez             | Mouvement démocrate                             | 238 341 | 8,52       | 1      |
| Patrick Le Hyaric              | Front de gauche                                 | 176 862 | 6,32       | 1      |
| Jean-Michel Dubois             | Front national                                  | 123 199 | 4,40       | 0      |
| Omar Slaouti                   | Nouveau Parti anticapitaliste                   | 97 454  | 3,48       | 0      |
| Jérôme Rivière                 | Libertas                                        | 91 814  | 3,28       | 0      |
| Jean-Marc Governatori          | Alliance écologiste indépendante                | 83 009  | 2,97       | 0      |
| Jean-Pierre Enjalbert          | Debout la République                            | 68 333  | 2,44       | 0      |
| Dieudonné M'bala M'bala        | Liste antisioniste                              | 36 374  | 1,30       | 0      |
| Françoise Castany              | La Terre, sinon rien                            | 28 768  | 1,03       | 0      |
| Jean-Pierre Mercier            | Lutte ouvrière                                  | 20 748  | 0,74       | 0      |
| Annick du Roscoät              | Centre national des indépendants et paysans     | 11 700  | 0,42       | 0      |
| Jean-Marie Julia               | Pour une France et une Europe plus fraternelles | 6 529   | 0,23       | 0      |
| Axel de Boer                   | Solidarité-France                               | 4 386   | 0,16       | 0      |
| Farid Ghehiouèche              | Cannabis sans frontières                        | 4 015   | 0,14       | 0      |
| Élisabeth Barbay               | Europe démocratie espéranto                     | 3 294   | 0,12       | 0      |
| Sabine Herold                  | Alternative libérale                            | 2 792   | 0,10       | 0      |
| André Locussol                 | Citoyenneté culture européennes                 | 1 758   | 0,06       | 0      |
| Patrick Cosseron de Villenoisy | Alliance royale                                 | 1 317   | 0,05       | 0      |
| Gaspard Delanoë                | Parti faire un tour                             | 1 197   | 0,04       | 0      |
| Marianne Ranke-Cormier         | Newropeans                                      | 1 058   | 0,04       | 0      |
| Rolande Perlican               | Communistes                                     | 1 050   | 0,04       | 0      |
| Jean-Luc Pasquinet             | Parti pour la décroissance                      | 1 015   | 0,04       | 0      |
| Alain Mourguy                  | Union des gens                                  | 755     | 0,03       | 0      |
| Alain Ducq                     | Parti humaniste                                 | 582     | 0,02       | 0      |

### Élus
- Liste UMP : Michel Barnier, Rachida Dati, Jean-Marie Cavada, Marielle Gallo, Philippe Juvin
- Liste d'Europe Écologie : Daniel Cohn-Bendit, Eva Joly,  Pascal Canfin, Karima Delli
- Liste du Parti socialiste : Harlem Désir, Pervenche Berès
- Liste du Mouvement démocrate : Marielle de Sarnez
- Liste du Front de gauche : Patrick Le Hyaric

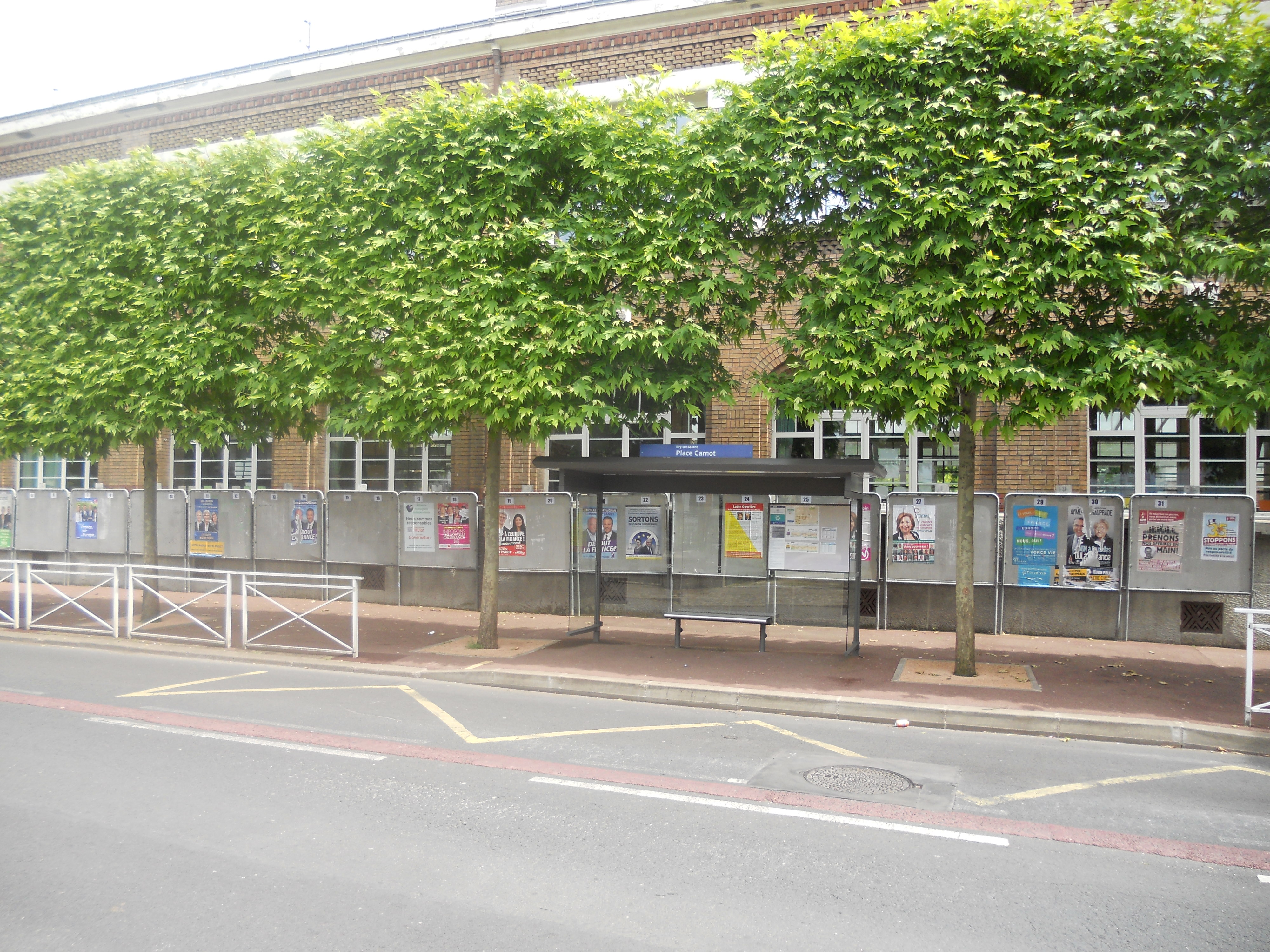
Panneaux électoraux en Île-de-France (à Bry-sur-Marne) pour les élections européennes de 2014.